# Merita Berntsen
Merita Berntsen (heute Merita Mol oder auch Merita Berntsen Mol (* 24. Februar 1969 in Bergen) ist eine ehemalige norwegische Volleyball- und Beachvolleyballspielerin und derzeitige Mentaltrainerin der Olympiasieger, Weltmeister und vierfachen Europameister Anders Mol und Christian Sørum.

## Karriere
Berntsen spielte in der Halle 65 mal für die norwegische Nationalmannschaft. Im Beachvolleyball erreichte sie 1995 mit Ragni Hestad das Finale der Europameisterschaft in Saint-Quay-Portrieux, das die Deutschen Beate Paetow und Cordula Borger gewannen. Im folgenden Jahr erreichten Berntsen/Hestad einige Top-Ten-Platzierungen in der Weltserie. Beim Olympiaturnier in Atlanta unterlagen sie den US-Amerikanerinnen Fontana/Hanley und schieden schließlich in der Verlierer-Runde gegen Beate Bühler und Danja Müsch aus.

## Privates
Berntsen ist mit dem Volleyballspieler und -trainer Kåre Mol verheiratet. Die beiden haben fünf Kinder, die ebenfalls im Volleyball und Beachvolleyball aktiv sind. Am erfolgreichsten ist hierbei der zweitälteste Sohn Anders Mol.